# Chris McNab
Chris McNab (* 1970) ist ein britischer Autor und Militärexperte.

## Leben
Er studierte seit 1991 an der Aberystwyth University Geschichte sowie Literatur und schloss 1998 mit einem Ph.D. ab. McNab veröffentlichte mehr als 20 Bücher zu Militärgeschichte, Waffentechnik und Survival, die in zahlreiche Sprachen übersetzt wurden. Er betreibt eine Beratungsfirma und lebt in Südwales.

## Werke
- Geisterstädte, Weltbild, Augsburg 2018
- Handwaffen, Neuer Kaiser Verlag, Fränkisch-Crumbach
- Operation Mogadischu, MavenPress, Flensburg 2016
- Ernährung und Überleben draußen, Pietsch-Verlag, Stuttgart 2014
- Das Survival-Handbuch der Eliteeinheiten, Pietsch-Verlag, Stuttgart 2013
- Schlachtpläne des Luftkrieges, Lempertz, Bonn 2010
- German Kriegsmarine in WWII, Amber Books, London 2009
- German Luftwaffe in WWII, Amber Books, London 2009
- The SS 1923–1945, Amber Books, London 2009
- Survival, Delius Klasing, Bielefeld 2007
- Ernährung draußen, Pietsch-Verlag, Stuttgart 2003
- Erste Hilfe, Pietsch-Verlag, Stuttgart 2002
- Militärische Uniformen seit 1945 in Farbe, Stuttgart, Motorbuch-Verlag 2002
- SAS and Elite Forces Guide Mental Endurance. How To Develop Mental Toughness From The World's Elite Forces. Amber Books Ltd., London 2013. (Deutsche Ausgabe: Unbezwingbar wie ein SAS-Elite-Kämpfer. Mentales und körperliches Training der Eliteeinheiten. Übersetzung: Susanne Fink, Pietsch Verlag, Stuttgart 2019.)